# Ferlinda
Ferlinda (X secolo – dopo 1000) è stata una contessa italiana.

## Biografia
Era figlia di Bertazio, signore di Beolco di stirpe longobarda, e possedeva molti territori nel bergamasco, nel bresciano e nel veronese, sui laghi di Como, di Lecco e di Garda. 
Sposò Attone di Guiberto, ultimo conte di Lecco, morto ad Almenno il 20 luglio 975. Dopo la morte del marito, la contessa elargì tutti i suoi beni alla Chiesa. Da un documento del 973 risulta una sua donazione di molti fondi sul veronese e in Gargnano del Garda (in Vico Gargniano in comitatu brixiensi) a favore della Cattedrale di Verona. E forse molti beni di Palosco, Rudiano, Gusnago, della Brianza e dalla Valsassina, di Almenno furono soggetti a donazione.
Anche Bagnolo Mella, appartenente al marito, venne donato da Ferlinda intorno al 1000 al vescovo di Brescia, probabile Gottifredo I, prozio della celebre contessa Matilde di Canossa.
La contessa donò nell'anno 1000 anche ai canonici del capitolo della Cattedrale di Parma varie proprietà da lei detenute ad Agna, nel parmense, tra cui una corte e alcuni terreni posti a Balone e nelle sue pertinenze di Burbulla, Belasola, Brajda e di San Quirico.
Ferlinda venne sepolta assieme al marito a Lomello.

## Discendenza
Ferlinda ebbe un solo figlio, Guido, premorto al padre.